# Дискографія Talk Talk
Дискографія британського рок-гурту Talk Talk складається з 5 студійних альбомів, 3 міні-альбомів, 23 синглів, 4 відеоальбомів, 1 концертного альбому, 13 збірок.
Дебютний альбом The party's Over вийшов 1982 року, композиції «Today» і «Talk Talk» з якого, випущені як сингли, стали хітами у Великій Британії. Сам альбом не мав значного комерційного успіху.
Наступний альбом it's My Life вийшов у 1984 році і був успішнішим з погляду комерції. Його головним синглом стала пісня «it's My Life», що стала хітом і потрапила до багатьох хіт-парадів світу. У Німеччині альбом досягнув золотого статусу. 
Виданий 1986 року The Colour of Spring став найуспішнішим і найбільш продаваним альбомом гурту. Хітами стали пісні «Living in Another World», «Give It Up» і «life's What You Make It», а сам альбом потрапив до багатьох чартів світу, крім того, отримав золотий статус у Великій Британії та Канаді.
Популярність Talk Talk зменшилась наприкінці 1980-х років, оскільки останні альбоми — Spirit of Eden (1988) і Laughing Stock (1991) не були успішні з погляду комерції. Spirit of Eden став останнім релізом, виданим компанією EMI, яка припинила співробітництво з гуртом через низькі продажі альбому. Попри це, Spirit of Eden отримав срібний статус на батьківщині гурту. Остання платівка була записана на джазовому лейблі Verve Records.
На перших альбомах колектив грав синтіпоп і нову хвилю. В The Colour of Spring звук став більш живим, а синтезатори перестали домінувати в музиці групи. Spirit of Eden являв собою енергійний сплав таких жанрів, як джаз, поп, класична музика, блюз, ембієнт. Laughing Stock був записаний у стилі пост-рок.
1991 року Talk Talk розпалися, проте звукозаписна компанія EMI, з якою гурт співпрацював з 1982 року, продовжила випускати збірки. 2008 року вийшов відеоальбом гурту Live at Montreux 1986, який містить запис виступу на фестивалі в Монтре, Швейцарія.

## Студійні альбоми
| 1982                                                                    | The Party's Over - Вихід: Липень 1982 - Лейбл: EMI - Формати: LP, CS, CD                             | 21 | —  | —  | —  | —  | — | —  | —  | —  | 8  | 47 | —  | GB: Срібний             |
| 1984                                                                    | It’s My Life - Вихід: Лютий 1984 - Лейбл: EMI - Формати: LP, CS, CD                                  | 35 | —  | 59 | 2  | 4  | — | 10 | 3  | —  | 27 | 49 | —  | DE: Золотий             |
| 1986                                                                    | The Colour of Spring - Вихід: Березень 1986 - Лейбл: EMI - Формати: LP (+DVD), CS, CD, SACD          | 8  | 16 | 14 | 3  | 11 | — | 8  | 1  | 12 | 7  | 25 | 58 | CA: Золотий GB: Золотий |
| 1988                                                                    | Spirit of Eden - Вихід: 16 вересня 1988 - Лейбли: EMI, Parlophone - Формати: LP (+DVD), CS, CD, SACD | 19 | —  | —  | 12 | 16 | — | —  | 32 | —  | —  | —  | —  | GB: Срібний             |
| 1991                                                                    | Laughing Stock - Вихід: 16 вересня 1991 - Лейбл: Verve - Формати: LP, CS, CD                         | 26 | —  | —  | —  | 65 | — | —  | 60 | —  | —  | —  | —  |                         |
| «—» означає, що альбом не потрапив до чарту або не виходив у цій країні | |    |    |    |    |    |   |    |    |    |    |    |    |                         |

## Збірки
| 1990                                                                    | Natural History: The Very Best of Talk Talk - Вихід: Травень 1990 - Лейбли: EMI, Parlophone - Формати: CD (+DVD), CS, LP | 3  | — | 27 | 10 | — | 16 | —  | 20 | — | — | GB: Золотий DE: Золотий |
| 1991                                                                    | History Revisited: The Remixes - Вихід: Березень 1991 - Лейбли: EMI, Parlophone - Формати: CD, CS, LP                    | 35 | — | —  | 27 | — | 64 | —  | —  | — | — |                         |
| 1993                                                                    | Music Collection - Вихід: 1993 - Лейбл: EMI - Формати: CD, CS                                                            | —  | — | —  | —  | — | —  | —  | —  | — | — |                         |
| 1997                                                                    | The Very Best of Talk Talk - Вихід: 27 січня 1997 - Лейбл: EMI - Формат: CD                                              | 54 | — | —  | —  | — | —  | 20 | —  | — | — | BE: Золотий BE: Золотий |
| 1998                                                                    | Asides Besides - Вихід: 1998 - Лейбл: EMI - Формат: CD                                                                   | —  | — | —  | —  | — | —  | —  | —  | — | — |                         |
| 1999                                                                    | 12×12 Original Remixes - Вихід: 1999 - Лейбл: EMI - Формат: CD                                                           | —  | — | —  | —  | — | —  | —  | —  | — | — |                         |
| 2000                                                                    | Talk Talk The Collection - Вихід: 2000 - Лейбл: EMI - Формат: CD                                                         | —  | — | —  | —  | — | —  | —  | —  | — | — |                         |
| 2001                                                                    | Missing Pieces - Вихід: 2001 - Лейбл: Pond Life/Voiceprint - Формат: CD                                                  | —  | — | —  | —  | — | —  | —  | —  | — | — |                         |
| 2003                                                                    | Time It's Time - Вихід: 2003 - Лейбл: Disky - Формат: CD                                                                 | —  | — | —  | —  | — | —  | —  | —  | — | — |                         |
| 2003                                                                    | Introducing...Talk Talk - Вихід: 9 вересня 2003 - Лейбл: EMI - Формат: CD                                                | —  | — | —  | —  | — | —  | —  | —  | — | — |                         |
| 2011                                                                    | Essential - Вихід: 2011 - Лейбл: EMI - Формат: CD                                                                        | —  | — | —  | —  | — | —  | —  | —  | — | — |                         |
| 2013                                                                    | Natural Order (1982 — 1991) - Вихід: 14 січня 2013 - Лейбл: EMI - Формат: CD                                             | —  | — | —  | —  | — | —  | —  | —  | — | — |                         |
| 2015                                                                    | The Triple Album Collection - Вихід: 9 січня 2015 - Лейбли: Parlophone, Warner Bros. Records - Формат: CD                | —  | — | —  | —  | — | —  | —  | —  | — | — |                         |
| «—» означає, що альбом не потрапив до чарту або не виходив у цій країні | |    |   |    |    |   |    |    |    |   |   |                         |

## Концертні альбоми
| 1999                                                                    | London 1986 - Вихід: Лютий 1999 - Лейбл: Pond Life/Voiceprint - Формат: CD | — | — | — | 46 | — | — | — | — | — | — |
| «—» означає, що альбом не потрапив до чарту або не виходив у цій країні |                                                                            |   |   |   |    |   |   |   |   |   |   |

## Відеоальбоми
| 1984                                                                    | Talk Talk Video 45 - Лейбли: Sony, Picture Music International - Формати: VHS, Betamax | — | — | — | — | — | — | — | — | — | — |
| 1986                                                                    | Life's What You Make It - Лейбли: EMI, Picture Music International - Формат: VHS       | — | — | — | — | — | — | — | — | — | — |
| 1990                                                                    | Natural History: The Very Best of Talk Talk - Лейбл: EMI - Формат: VHS                 | — | — | — | — | — | — | — | — | — | — |
| 2008                                                                    | Live at Montreux 1986 - Вихід: 28 жовтня 2008 - Лейбл: Eagle Vision - Формат: DVD      | — | — | — | — | — | — | — | — | — | — |
| «—» означає, що альбом не потрапив до чарту або не виходив у цій країні |                                                                                        |   |   |   |   |   |   |   |   |   |   |

## Бокс-сети
| 1991                                                                    | After the Flood/New Grass/Ascension Day - Вихід: 1991 - Лейбл: Verve Records - Формат: CD         | — | — | — | — | — | — | — | — | — | — |
| 1991                                                                    | After the Flood (Outtake) - Вихід: Вересень 1991 - Лейбл: Polydor Records - Формат: CD            | — | — | — | — | — | — | — | — | — | — |
| 1994                                                                    | The Party's Over/It's My Life/The Colour of Spring - Вихід: 1994 - Лейбли: Fame, EMI - Формат: CD | — | — | — | — | — | — | — | — | — | — |
| 2000                                                                    | It's My Life/Colour of Spring/Spirit of Eden - Вихід: 11 вересня 2000 - Лейбл: EMI - Формат: CD   | — | — | — | — | — | — | — | — | — | — |
| «—» означає, що альбом не потрапив до чарту або не виходив у цій країні |                                                                                                   |   |   |   |   |   |   |   |   |   |   |

## Міні-альбоми
| 1982                                                                    | Talk Talk - Лейбл: EMI - Формат: 12"        | — | — | — | — | — | —  | — | — | — | — | — |
| 1984                                                                    | It's My Mix - Лейбл: EMI - Формати: LP, CS  | — | — | — | — | — | 18 | — | — | — | — | — |
| 1986                                                                    | Talk Talk Mini LP - Лейбл: EMI - Формат: LP | — | — | — | — | — | —  | — | — | — | — | — |
| «—» означає, що альбом не потрапив до чарту або не виходив у цій країні |                                             |   |   |   |   |   |    |   |   |   |   |   |

## Сингли
| 1982                                                                   | «Mirror Man»                            | —  | — | —  | —  | —  | —  | —  | —  | —  | —  | — | —  | — | —  | The Party's Over                            |
| 1982                                                                   | «Talk Talk»                             | 52 | — | —  | —  | —  | —  | —  | —  | —  | —  | — | —  | — | 75 | The Party's Over                            |
| 1982                                                                   | «Today»                                 | 14 | — | —  | —  | —  | —  | —  | —  | 16 | —  | — | 10 | — | —  | The Party's Over                            |
| 1982                                                                   | «Another Word»                          | —  | — | —  | —  | —  | 25 | —  | —  | —  | —  | — | —  | — | —  | The Party's Over                            |
| 1982                                                                   | «Talk Talk» (перевидання)               | 23 | — | —  | —  | —  | —  | —  | —  | —  | —  | — | —  | — | —  |                                             |
| 1983                                                                   | «My Foolish Friend»                     | 57 | — | —  | —  | —  | —  | —  | —  | —  | —  | — | —  | — | —  |                                             |
| 1984                                                                   | «It's My Life»                          | 46 | — | 44 | —  | —  | 33 | 25 | 7  | —  | 30 | — | 32 | — | 31 | It's My Life                                |
| 1984                                                                   | «Such a Shame»                          | 49 | 2 | 13 | —  | 1  | 2  | 7  | 4  | —  | 9  | — | 39 | — | 89 | It's My Life                                |
| 1984                                                                   | «Dum Dum Girl»                          | 74 | — | 33 | —  | 24 | 20 | —  | —  | —  | 31 | — | 34 | — | —  | It's My Life                                |
| 1984                                                                   | «Tomorrow Started (Live)»               | —  | — | —  | —  | —  | —  | —  | —  | —  | —  | — | —  | — | —  |                                             |
| 1985                                                                   | «Life's What You Make It»               | 16 | — | 14 | 48 | 17 | 24 | 49 | 14 | 17 | 11 | — | 11 | — | 90 | The Colour of Spring                        |
| 1986                                                                   | «Living in Another World»               | 48 | — | 21 | —  | 23 | 34 | 44 | 26 | —  | 22 | — | —  | — | —  | The Colour of Spring                        |
| 1986                                                                   | «Give It Up»                            | 59 | — | 32 | —  | —  | —  | —  | —  | —  | —  | — | —  | — | —  | The Colour of Spring                        |
| 1986                                                                   | «I Don't Believe in You»                | 96 | — | —  | —  | —  | —  | —  | —  | —  | —  | — | —  | — | —  | The Colour of Spring                        |
| 1988                                                                   | «I Believe in You»                      | 85 | — | —  | —  | —  | —  | —  | —  | —  | 65 | — | 43 | — | —  | Spirit of Eden                              |
| 1990                                                                   | «It's My Life» (перевидання)            | 13 | — | —  | —  | —  | —  | —  | —  | 23 | —  | — | —  | — | —  | Natural History: The Very Best of Talk Talk |
| 1990                                                                   | «Life's What You Make It» (перевидання) | 23 | — | —  | —  | —  | —  | —  | —  | 23 | —  | — | —  | — | —  | Natural History: The Very Best of Talk Talk |
| 1990                                                                   | «Such a Shame» (перевидання)            | 78 | — | —  | —  | —  | —  | —  | —  | —  | —  | — | —  | — | —  | Natural History: The Very Best of Talk Talk |
| 1991                                                                   | «Living in Another World» (перевидання) | 79 | — | —  | —  | —  | —  | —  | —  | —  | —  | — | —  | — | —  | History Revisited: The Remixes              |
| 1991                                                                   | «Living in Another World (Remix '91)»   | —  | — | —  | —  | —  | —  | —  | —  | —  | —  | — | —  | — | —  | History Revisited: The Remixes              |
| 1991                                                                   | «Life's What You Make It (Remix '91)»   | —  | — | —  | —  | —  | —  | —  | —  | —  | —  | — | —  | — | —  | History Revisited: The Remixes              |
| 1991                                                                   | «After the Flood (Outtake)»             | —  | — | —  | —  | —  | —  | —  | —  | —  | —  | — | —  | — | —  | Laughing Stock                              |
| 1991                                                                   | «New Grass»                             | —  | — | —  | —  | —  | —  | —  | —  | —  | —  | — | —  | — | —  | Laughing Stock                              |
| 1991                                                                   | «Ascension Day»                         | —  | — | —  | —  | —  | —  | —  | —  | —  | —  | — | —  | — | —  | Laughing Stock                              |
| «—» означає, що сингл не потрапив до чарту або не виходив у цій країні |                                         |    |   |    |    |    |    |    |    |    |    |   |    |   |    |                                             |

## Спільні релізи
| 1991                                                                    | Crush on You/It's My Life - Лейбл: Unidisc - Формат: 12", CD - Примітка: спільне видання Talk Talk і The Jets.                     | —  | — | — | — | — | — | — | — | — | — |
| 1998                                                                    | Back 2 Back Hits - Лейбл: EMI-Capitol Special Markets - Формат: CD - Примітка: спільна збірка Talk Talk і Томаса Долбі.            | —  | — | — | — | — | — | — | — | — | — |
| 2003                                                                    | It's My Life (Liquid People vs. Talk Talk) - Лейбл: Nebula - Формат: 12", CD - Примітка: спільний сингл Liquid People і Talk Talk. | 64 | — | — | — | — | — | — | — | — | — |
| «—» означає, що альбом не потрапив до чарту або не виходив у цій країні | |    |   |   |   |   |   |   |   |   |   |

## Відеокліпи
| Рік  | Відеокліп                 | Режисер(и)                                         |
| ---- | ------------------------- | -------------------------------------------------- |
| 1982 | «Talk Talk»               | Рассел Малкехі (1 версія) , Браян Грант (2 версія) |
| 1982 | «Today»                   | Саймон Мілн                                        |
| 1983 | «My Foolish Friend»       | Браян Грант                                        |
| 1984 | «It's My Life»            | Тім Поуп                                           |
| 1984 | «Such a Shame»            | Тім Поуп                                           |
| 1984 | «Dum Dum Girl»            | Тім Поуп                                           |
| 1985 | «Life's What You Make It» | Тім Поуп                                           |
| 1986 | «Living in Another World» | Тім Поуп                                           |
| 1986 | «Give It Up (Live)»       | Ноел Олівер                                        |
| 1988 | «I Believe in You»        | Тім Поуп                                           |

## Саундтреки
Цей список містить пісні гурту, які входили в саундтреки різних фільмів, а також однієї відеогри.
| Рік  | Фільм/Гра                   | Альбом                                                                 | Пісня                     |
| ---- | --------------------------- | ---------------------------------------------------------------------- | ------------------------- |
| 1982 | «Нічна зміна»               | Night Shift — Original Soundtrack From the Ladd Company Motion Picture | «Talk Talk»               |
| 1984 | Firstborn                   | First Born (Original Motion Picture Soundtrack)                        | «Why Is It So Hard?»      |
| 1987 | Zabou                       | Zabou — Original Motion Picture Soundtrack                             | «Why Is It So Hard?»      |
| 2002 | Grand Theft Auto: Vice City | Grand Theft Auto Vice City O.S.T — Volume 4: Flash FM                  | «Life's What You Make It» |
| 2005 | Вілленброк                  | Willenbrock — Original Soundtrack                                      | «The Rainbow»             |
| 2006 | «Мій друг»                  | Ein Freund Von Mir — Der Soundtrack                                    | «After the Flood»         |